# شزندرة مهملة
شزندرة مهملة (الاسم العلمي: Schisandra neglecta) هي نوع نباتي يتبع جنس الشزندرة من فصيلة الشزندرية.